# Miguel Pinto
Miguel Pinto (Santiago, 4 juli 1983) is een Chileens profvoetballer, die sinds 2010 op huurbasis als doelman speelt bij het Mexicaanse Atlas Guadalajara. Hij staat onder contract bij de club waar hij in 2002 zijn debuut maakte in het profvoetbal, Universidad de Chile.

## Interlandcarrière
Pinto maakte zijn debuut op 27 april 2006 voor het Chileense nationale team, waarmee hij zich kwalificeerde voor het WK 2010. Daar was hij tweede keuze achter Claudio Bravo.